# Teatre romà de Florència

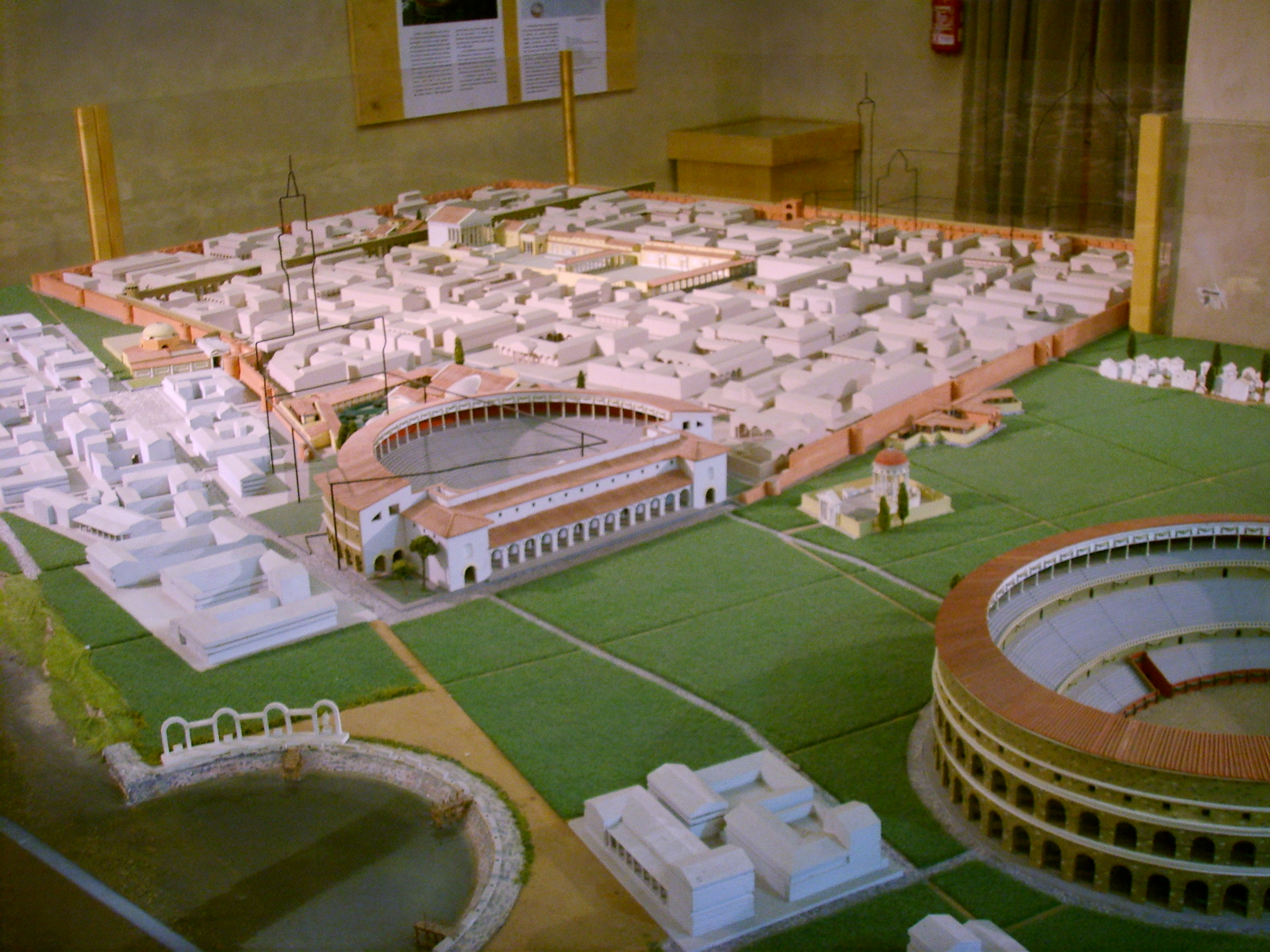
Maqueta que reconstrueix el Teatre romà de Florència.

El Teatre romà de Florència es trobava a Florència, sota l'edifici de l'Antic Palau de Gondi, el front de la càvea a la plaça della Signoria i l'escena al llarg de la plaça San Firenze i Via dei Leoni. Les primeres excavacions del teatre es van fer l'any 1876. L'edifici, que data del segle i, tenia capacitat per a 15.000 espectadors.